# Kľačany
Kľačany (bis 1927 slowakisch „Klačany“; deutsch Klatzany, ungarisch Décskelecsény – bis 1907 Kelecsény) ist eine Gemeinde im Westen der Slowakei mit 1143 Einwohnern (Stand 31. Dezember 2024), die zum Okres Hlohovec, einem Teil des Trnavský kraj gehört.

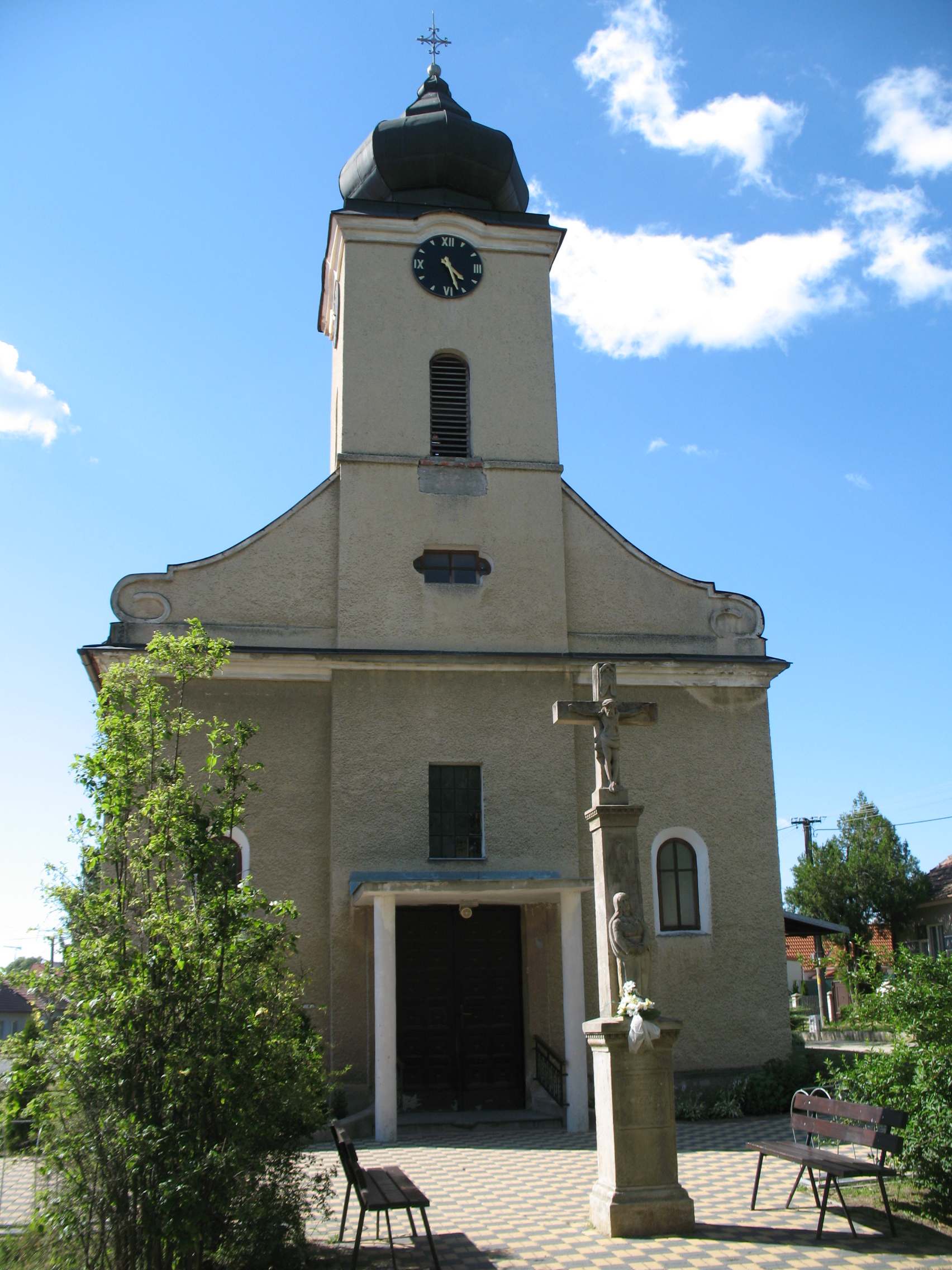
Kirche

## Geographie
Die Gemeinde befindet sich im Hügelland Nitrianska pahorkatina (Teil des slowakischen Donautieflands) am Bach Andač. Das Ortszentrum liegt auf einer Höhe von 170 m n.m. und ist acht Kilometer von Hlohovec sowie 20 Kilometer von Nitra entfernt.
Nachbargemeinden sind Hlohovec, Pastuchov, Sasinkovo und Rišňovce.

## Geschichte
Kľačany wurde zum ersten Mal 1256 als Kelechnet schriftlich erwähnt.

## Bevölkerung
| Jahr                | 1994 | 2004    | 2014    | 2024    |
| ------------------- | ---- | ------- | ------- | ------- |
| Anzahl der Personen | 954  | 976     | 1064    | 1143    |
| Unterschied         |      | +2,30 % | +9,01 % | +7,42 % |

| Jahr                | 2023 | 2024    |
| ------------------- | ---- | ------- |
| Anzahl der Personen | 1145 | 1143    |
| Unterschied         |      | −0,17 % |

Ergebnisse nach der Volkszählung 2001 (977 Einwohner):
| Nach Ethnie: - 98,77 % Slowaken - 0,85 % Tschechen - 0,10 % Magyaren | Nach Konfession: - 92,94 % römisch-katholisch - 3,89 % evangelisch - 2,46 % konfessionslos - 0,41 % keine Angabe |

## Bauwerke
- Landschloss im Jugendstil aus dem 19. Jahrhundert